# Alice Greczyn
Alice Hannah Meiqui Greczyn (Walnut Creek, California, 6 de febrero de 1986) es una actriz y modelo estadounidense. Es conocida por haber interpretado a Sage Lund en Lincoln Heights y a Madeline Rybak en The Lying Game.

## Biografía
Greczyn nació el 6 de febrero de 1986, en Walnut Creek, California. Es la mayor de cinco hermanos. Cuando era niña, compitió en patinaje artístico. Fue educada en casa mientras vivía en Colorado y se graduó tempranamente de la secundaria, por lo que comenzó a estudiar en la Front Range Community College cuando tenía 15 años. Cuando se enteró de que debía tener 18 años para aplicar para el examen de enfermería de Colorado, decidió probar suerte en el modelaje y se trasladó a California.
Greczyn es ascendencia euroasiática, "principalmente francesa, japonesa y polaca", aunque también posee ascendencia "china, alemana, irlandesa, griego, nativo americano", entre otros.

### Carrera
Greczyn comenzó su carrera con un papel en la película Sleepover, en 2004. Apareció en la comedia de Fox, Quintuplets con un personajes recurrente y en 2006 fue seleccionada como parte del elenco principal de Windfall, donde interpretó a Frankie McMahon. También apareció con personajes recurrentes en Lincoln Heights y Privileged.
En 2004, Alice fue contratada para un papel secundario en la película Fat Albert. Ha aparecido en películas tales como: The Dukes of Hazzard, en 2005; House of Fears y Shrooms en 2007, seguidas de Sex Drive y Exit Speed, en 2008.
En 2011, Greczyn fue contratada como modelo para línea de ropa de Victoria Beckham.
Greczyn apareció en tres episodios de la serie de la ABC Family, Make It or Break It, interpretando a un modelo que lucha contra la anorexia. De 2011 a 2013, interpretó a Madeline "Mads" Rybak en The Lying Game.

## Filmografía
| Cine       | Cine                         | Cine                  | Cine              |
| Año        | Película                     | Rol                   | Notas             |
| ---------- | ---------------------------- | --------------------- | ----------------- |
| 2004       | Sleepover                    | Linda                 |                   |
| 2004       | Fat Albert                   | Becky                 |                   |
| 2005       | The Dukes of Hazzard         | Laurie Pullman        |                   |
| 2007       | Shrooms                      | Holly                 |                   |
| 2007       | Investigating Love           | Natalie Bansali       | Cortometraje      |
| 2007       | House of Fears               | Candice               |                   |
| 2008       | An American in China         | Kendra                |                   |
| 2008       | Exit Speed                   | Annabel Drake         |                   |
| 2008       | Sex Drive                    | Mary                  |                   |
| 2012       | Life Life in in Space Space  | Alien Girl #12        | Cortometraje      |
| 2013       | Stefano Formaggio            | Jasmine               | Cortometraje      |
| Televisión |                              |                       |                   |
| Año        | Título                       | Rol                   | Notas             |
| 2004–2005  | Quintuplets                  | Alayna Collins        | 6 episodios       |
| 2004       | Phil of the Future           | Alice de Luce         | 1 episodio        |
| 2006       | Windfall                     | Frankie McMahon       | Elenco principal  |
| 2007       | CSI: Miami                   | Holly Reese           | 1 episodio        |
| 2007       | Moonlight                    | Sam                   | 1 episodio        |
| 2007–2009  | Lincoln Heights              | Sage Lund             | 23 episodios      |
| 2008–2009  | Privileged                   | Mandy                 | 8 episodios       |
| 2010       | Kelly Brook's Cameltoe Shows | Ella misma            | Funny or Die skit |
| 2011       | Make It or Break It          | Maeve Benson          | 3 episodios       |
| 2011–2013  | The Lying Game               | Madeline "Mads" Rybak | Elenco principal  |